# Reprezentacja Islandii w skokach narciarskich
Reprezentacja Islandii w skokach narciarskich – grupa skoczków narciarskich wybierana do reprezentowania Islandii w międzynarodowych zawodach przez Islandzki Związek Narciarski (Skíðasambands Íslands).
Reprezentanci Islandii występowali w międzynarodowych zawodach w skokach narciarskich w latach 20., 30., 40., 50. i 60. XX wieku. Islandzcy skoczkowie wystąpili na trzech igrzyskach olimpijskich: w 1948, 1952 i 1960.
W Islandii od połowy lat 90. XX wieku nie rozgrywa się żadnych zawodów. Od 2018 rekordzistą kraju w długości skoku jest trenujący w Norwegii Anton Øyvindsson, reprezentujący w tymże roku Islandię w oficjalnych zawodach FIS dzieci w kombinacji norweskiej w Trondheim. W 2020 zrezygnował on z uprawiania kombinacji norweskiej na rzecz skoków narciarskich, poprawiał też potem swój rekord kraju. W dniach 13–14 listopada 2021 w Falun startował w zawodach FIS Cup, zajmując miejsca 51. (ostatnie) i 46. (wyprzedzając dwóch zawodników). W 2022 ogłosił zakończenie kariery.

## Najważniejsi skoczkowie islandzcy
- Jónas Ásgeirsson
- Kristjan Ásgeirsson
- Ari Guðmundsson
- Skarphéðinn Guðmundsson
- Björn Þór Ólafsson